# بریت مورگن
بریت مورگن (انگلیسی: Brit Morgan؛ زادهٔ ۲۴ سپتامبر ۱۹۸۷) یک هنرپیشه اهل ایالات متحده آمریکا است. وی از سال ۲۰۰۷ میلادی تاکنون مشغول فعالیت بوده‌است.

## گزیده فیلمشناسی
از فیلم‌ها یا برنامه‌های تلویزیونی که وی در آن نقش داشته‌است می‌توان به آثار زیر اشاره کرد.
- درخواست دوستی (۲۰۱۶)
- سی‌اس‌آی: نیویورک (۲۰۰۷)
- خون حقیقی (۲۰۱۰–۲۰۱۱)
- بی‌شرم (مجموعه تلویزیونی آمریکایی) (۲۰۱۲)
- کدبانوهای وامانده (۲۰۱۲)
- دو مرد و نصفی (۲۰۱۲)
- او مرا می‌خواهد (۲۰۱۲)
- سواری مجانی (۲۰۱۳)
- ذهن‌های مجرم (۲۰۱۴)
- منتالیست (۲۰۱۴)
- شیفت شب (مجموعه تلویزیونی) (۲۰۱۵)
- سوپرگرل (مجموعه تلویزیونی ۲۰۱۵) (۲۰۱۵–۲۰۱۸)
- ریوردیل (۲۰۱۷–اکنون)